# Ophrestia
Ophrestia es un género de plantas con flores con 19 especies perteneciente a la familia Fabaceae.

## Especies
- Ophrestia antsingyensis
- Ophrestia breviracemosa
- Ophrestia digitata
- Ophrestia hedysaroides
- Ophrestia humbertii
- Ophrestia laotica
- Ophrestia lyallii
- Ophrestia madagascariensis
- Ophrestia nervosa
- Ophrestia oblongifolia
- Ophrestia pentaphylla
- Ophrestia pinnata
- Ophrestia radicosa
- Ophrestia retusa
- Ophrestia swazica
- Ophrestia torrei
- Ophrestia unicostata
- Ophrestia unifoliolata
- Ophrestia upembae